# WTA-toernooi van Tulsa
Het WTA-toernooi van Tulsa is een voormalig tennistoernooi voor vrouwen dat van 1965 tot en met 1974 jaarlijks plaatsvond in de Amerikaanse stad Tulsa (Oklahoma), en daarna nog eenmaal in 1986.
In de periode tot en met 1974 was het een invitatietoernooi zonder prijzengeld, dat werd gespeeld op gravel. Er werd door acht deelneemsters gestreden om de titel in het enkelspel – daarnaast was er een klein dubbelspeltoernooi. De officiële naam van dit toernooi was Tulsa Invitation.
De WTA organiseerde het toernooi in 1986, dat werd gespeeld op hardcourtbanen. Er werd door 32 deelneemsters gestreden om de titel in het enkelspel, en door 16 paren om de dubbelspeltitel. De officiële naam van dit toernooi was Virginia Slims of Tulsa.

## Officiële namen
| 1965–1974 | Tulsa Invitation        |
| 1986      | Virginia Slims of Tulsa |

## Enkel- en dubbelspeltitel in één jaar
| speelster        | in het jaar |
| ---------------- | ----------- |
| Billie Jean King | 1966        |
| Betty-Ann Grubb  | 1968        |
| JoAnne Russell   | 1974        |

## Finales

### Enkelspel
| Datum      | Naam                    | ($)           | Ondergrond        | Winnares                 | Verliezend finaliste | Uitslag       |
| ---------- | ----------------------- | ------------- | ----------------- | ------------------------ | -------------------- | ------------- |
| 1965-05-26 | Tulsa Invitation        |               | gravel, buiten    | Carole Caldwell-Graebner | Yola Ramírez Ochoa   | 5-7, 6-3, 6-1 |
| 1966-05-25 | Tulsa Invitation        |               | gravel, buiten    | Billie Jean King         | Carol Aucamp         | 6-0, 6-1      |
| 1967-05-31 | Tulsa Invitation        |               | gravel, buiten    | Nancy Richey             | Carole Graebner      | 6-2, 6-3      |
| 1968-05-29 | Tulsa Invitation        |               | gravel, buiten    | Betty-Ann Grubb          | Stephanie Grant      | 6-3, 6-1      |
| 1969-05-28 | Tulsa Invitation        |               | gravel, buiten    | Betty-Ann Grubb          | Victoria Rogers      | 6-1, 6-1      |
| 1970-05-27 | Tulsa Invitation        |               | gravel, buiten    | Stephanie Johnson        | Janet Newberry       | 6-1, 6-4      |
| 1971-05-05 | Tulsa Invitation        |               | gravel, buiten    | Chris Evert              | Mary-Ann Curtis      | 6-0, 6-3      |
| 1972-05-24 | Tulsa Invitation        |               | gravel, buiten    | Laurie Fleming           | Kathy Kraft          | 6-4, 6-2      |
| 1973-05-23 | Tulsa Invitation        |               | gravel, buiten    | Jeanne Evert             | Janice Metcalf       | 7-6, 6-1      |
| 1974-05-25 | Tulsa Invitation        |               | gravel, buiten    | JoAnne Russell           | Mary Hamm            | 6-4, 6-7, 6-4 |
| 1975–1985  | geen toernooi           | geen toernooi | geen toernooi     | geen toernooi            | geen toernooi        | geen toernooi |
| 1986-09-22 | Virginia Slims of Tulsa | 75.000        | hardcourt, buiten | Lori McNeil              | Beth Herr            | 6-0, 6-1      |

### Dubbelspel
| Datum      | Naam                    | ($)           | Ondergrond        | Winnaressen                          | Verliezend finalistes                       | Uitslag       |
| ---------- | ----------------------- | ------------- | ----------------- | ------------------------------------ | ------------------------------------------- | ------------- |
| 1965-05-26 | Tulsa Invitation        |               | gravel, buiten    | Justina Bricka Mary-Ann Eisel        | Carole Caldwell-Graebner Yola Ramírez Ochoa | 6-1, 6-2      |
| 1966-05-25 | Tulsa Invitation        |               | gravel, buiten    | Rosie Casals Billie Jean King        | Carol Aucamp Justina Horwitz                | 4-6, 6-3, 8-6 |
|            |                         |               |                   |                                      |                                             |               |
| 1968-05-29 | Tulsa Invitation        |               | gravel, buiten    | Emilie Burrer Betty-Ann Grubb        | Cecilia Martinez Pam Richmond               | 6-3, 6-1      |
| 1969-05-28 | Tulsa Invitation        |               | gravel, buiten    | Esmé Emanuel Cecilia Martinez        | Connie Capozzi Victoria Rogers              | 7-5, 6-3      |
|            |                         |               |                   |                                      |                                             |               |
| 1971-05-05 | Tulsa Invitation        |               | gravel, buiten    | Karin Benson Mary-Ann Curtis         | Chris Evert Jeanne Evert                    | 2-6, 7-5, 7-5 |
| 1972-05-24 | Tulsa Invitation        |               | gravel, buiten    | Ann Kiyomura Kathy Kraft             | Gina Díaz Ponce Lourdes Díaz Ponce          | 6-3, 6-2      |
|            |                         |               |                   |                                      |                                             |               |
| 1974-05-25 | Tulsa Invitation        |               | gravel, buiten    | JoAnne Russell Donna Stockton        | Susan Hagey Sandy Stap                      | 6-1, 5-7, 7-6 |
| 1975–1985  | geen toernooi           | geen toernooi | geen toernooi     | geen toernooi                        | geen toernooi                               | geen toernooi |
| 1986-09-22 | Virginia Slims of Tulsa | 75.000        | hardcourt, buiten | Camille Benjamin Dianne Van Rensburg | Svetlana Parchomenko Larisa Savtsjenko      | 7-6, 7-5      |